# 黃光漢
黃光漢，SBS，JP（1942年11月—2007年7月6日），祖籍福建省惠安县张坂镇霞美村，菲律賓出生，華僑領袖黃長水之子，香港著名社會人士。

## 生平
黃光漢1942年11月出生於菲律賓華僑世家，1963年肄業於華南師範大學，後任泉昌有限公司總經理。
他對香港經濟、教育和社團工作等方面的突出貢獻，加上積極推動在港閩籍人士參與社區工作，貢獻良多。生前出任福建中學、福建中學(小西灣)及福建中學(北角)的校監。
他是中華人民共和國第七、八、九屆全國人大代表、中國人民政治協商會議第十屆全國委員會常務委員、全國僑聯顧問、香港中華總商會副會長，香港僑界社團聯會副會長，香港福建社團聯會創會主席、推選委員會委員、策略發展委員會管治及政治發展委員會委員。
2007年7月6日在香港養和醫院病逝，終年66歲。

## 榮譽
- 非官守太平紳士 (1999年)
- 銀紫荊星章 (2002年)